# Натальинский сельсовет (Амурская область)
Ната́льинский сельсове́т — муниципальное образование со статусом сельского поселения в составе Благовещенского района Амурской области. 
Административный центр — село Натальино.

## История
21 сентября 2005 года в соответствии с Законом Амурской области № 51-ОЗ муниципальное образование наделено статусом сельского поселения.

## Население
| 2002 | 2010 | 2011 | 2012 | 2013 | 2014 | 2015 |
| ---- | ---- | ---- | ---- | ---- | ---- | ---- |
| 336  | ↘318 | ↗319 | ↘311 | ↘306 | ↗313 | ↘308 |
| 2016 | 2017 | 2018 | 2019 | 2020 | 2021 |      |
| →308 | →308 | ↘303 | →303 | →303 | ↘137 |      |

## Состав сельского поселения
| № | Населённый пункт | Тип населённого пункта       | Население |
| - | ---------------- | ---------------------------- | --------- |
| 1 | Натальино        | село, административный центр | ↘303      |